# Polistes brunetus
Polistes brunetus là một loài tò vò thuộc bộ Cánh màng, phân bộ Eo nhỏ, họ Vespidae, chi Polistes được phát hiện tại vùng đông bắc Việt Nam và công bố loài mới năm 2014.

## Phát hiện và đặt tên
Tên định danh loài brunetus lấy từ một tính từ trong tiếng Latinh chỉ màu nâu của loài này.

## Mô tả
Mẫu vật Polistes brunetus có chiều dài cơ thể 15-16,5 mm ở cá thể cái và 13,5-15,5 mm ở cá thể đực. Chiều dài cánh con cái 16–17 mm và con đực 15,5-16,5 mm.

## Phân bổ
Mẫu vật hiện chỉ được quan sát thấy ở các tỉnh: Bắc Kạn (huyện Na Rì), Hà Giang, Lạng Sơn, Bắc Giang, Hải Phòng (vườn quốc gia Cát Bà), Phú Thọ, Hòa Bình, Ninh Bình (vườn quốc gia Cúc Phương), Thanh Hóa, Nghệ An, Thừa Thiên Huế (vườn quốc gia Bạch Mã).